# 구이린시
구이린(중국어: 桂林, 병음: Guìlín, 한자음: 계림, 좡어: Gveilinz)은 중화인민공화국 광시 좡족 자치구의 지급시이다. 카르스트 지형으로 바위의 병풍이 탑처럼 둘러싸여 있으며 그림과 같은 아름다운 풍경을 타고난 세계적인 관광지이다.

## 역사
구이린은 옛날부터 월나라 사람들이 사는 땅이었고, 진나라 시황제가 정복을 하여 계림군에 편입시켰다. 111년 시안현이 설치되고, 후난성에 가깝기 때문에 형주 임릉군에 복속시켰다. 269년 시안군이 시안현으로 바뀌자, 처음으로 현재 구이린의 도시가 형성되었다.
명나라 홍무제 때는 정강로에 계림부를 설치하여 행정의 중심지가 되었다. 청나라를 거쳐 중화민국 초기 시절인 1913년 관청이 난닝으로 이전되었다가 1936년 전쟁으로 인해 다시 구이린으로 돌아왔다. 1950년에 다시 난닝으로 이전했다.

## 경제

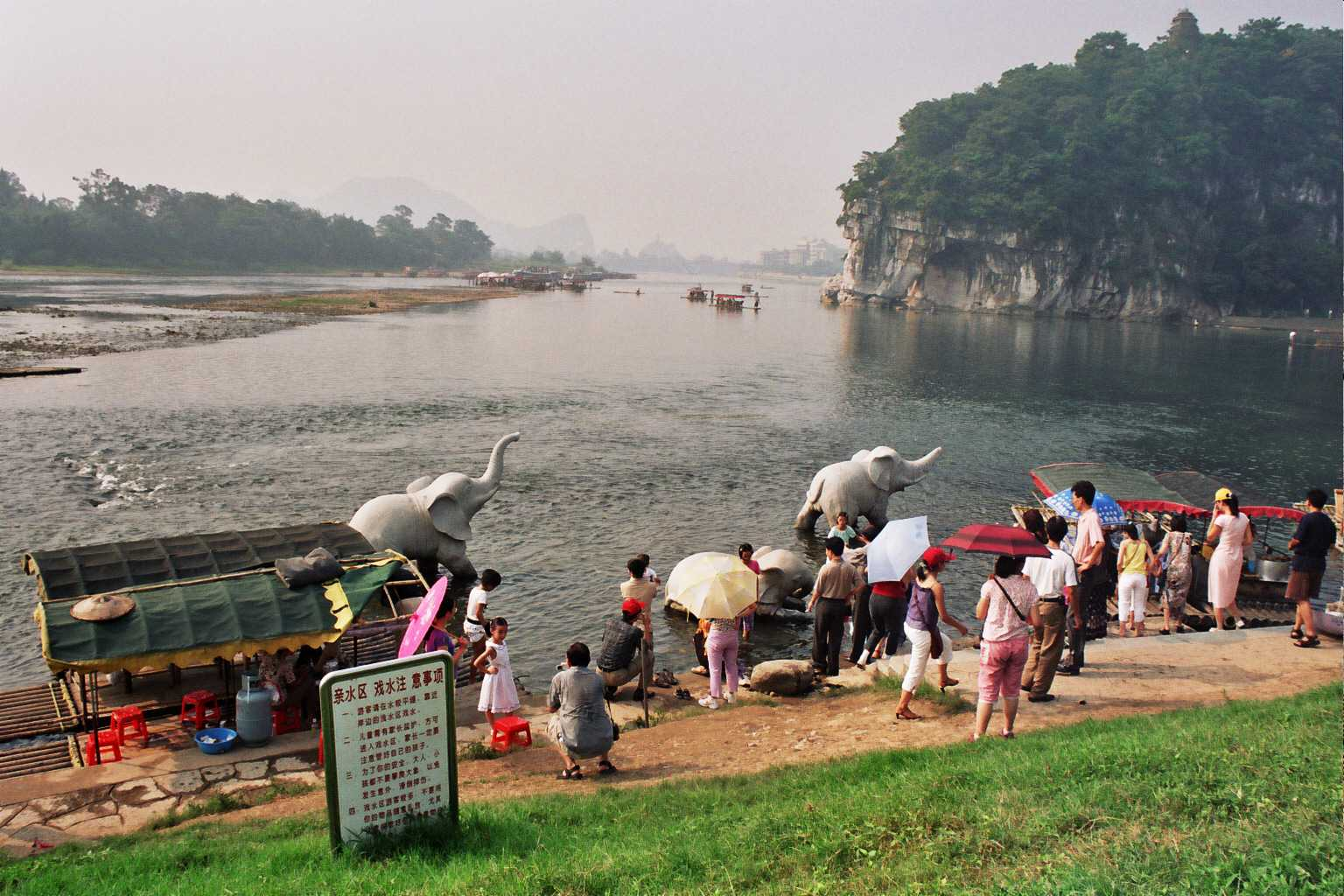
리 강과 상비산

2003년 1인당 GDP는 15,775위안(2310달러)으로 659개 도시 중 125위를 차지했다. 지역의 산업으로 의약제품과 타이어, 기계류, 비료, 비단, 향수, 포도주, 차, 계피와 중국 전통 의약재를 생산한다. 지역 농산품으로는 귤, 은행, 감, 술, 후추, 두유, 쌀국수, 곡물, 물고기가 있다.

## 지리
광시 좡족 자치구의 북동부에 위치한다. 서쪽으로 류저우, 남쪽으로 라이빈, 우저우, 동쪽으로 허저우와 후난성 융저우, 북쪽으로 후난성 사오양과 접한다.
기후는 습윤한 계절풍 기후로 따뜻하고 비가 많다. 일조량이 풍부하고 사계절이 뚜렷하다. 연평균 기온은 19 °C이고 연평균 강수량은 1926mm이며 무상일수는 309일이다.
| 구이린시의 기후                                               | 구이린시의 기후 | 구이린시의 기후 | 구이린시의 기후 | 구이린시의 기후 | 구이린시의 기후 | 구이린시의 기후 | 구이린시의 기후 | 구이린시의 기후 | 구이린시의 기후 | 구이린시의 기후 | 구이린시의 기후 | 구이린시의 기후 | 구이린시의 기후 |
| 월                                                            | 1월             | 2월             | 3월             | 4월             | 5월             | 6월             | 7월             | 8월             | 9월             | 10월            | 11월            | 12월            | 연간            |
| ------------------------------------------------------------- | --------------- | --------------- | --------------- | --------------- | --------------- | --------------- | --------------- | --------------- | --------------- | --------------- | --------------- | --------------- | --------------- |
| 역대 최고 기온 °C (°F)                                        | 27.6 (81.7)     | 32.8 (91.0)     | 33.7 (92.7)     | 35.6 (96.1)     | 35.4 (95.7)     | 37.4 (99.3)     | 39.5 (103.1)    | 39.4 (102.9)    | 38.5 (101.3)    | 35.2 (95.4)     | 31.4 (88.5)     | 27.6 (81.7)     | 39.5 (103.1)    |
| 일평균 최고 기온 °C (°F)                                      | 11.7 (53.1)     | 14.2 (57.6)     | 17.5 (63.5)     | 23.7 (74.7)     | 27.9 (82.2)     | 30.5 (86.9)     | 32.8 (91.0)     | 33.2 (91.8)     | 30.8 (87.4)     | 26.3 (79.3)     | 20.8 (69.4)     | 14.9 (58.8)     | 23.7 (74.6)     |
| 일일 평균 기온 °C (°F)                                        | 8.4 (47.1)      | 10.6 (51.1)     | 13.9 (57.0)     | 19.6 (67.3)     | 23.7 (74.7)     | 26.6 (79.9)     | 28.4 (83.1)     | 28.4 (83.1)     | 26.0 (78.8)     | 21.5 (70.7)     | 16.2 (61.2)     | 10.8 (51.4)     | 19.5 (67.1)     |
| 일평균 최저 기온 °C (°F)                                      | 6.1 (43.0)      | 8.3 (46.9)      | 11.4 (52.5)     | 16.6 (61.9)     | 20.7 (69.3)     | 23.8 (74.8)     | 25.2 (77.4)     | 25.0 (77.0)     | 22.6 (72.7)     | 18.3 (64.9)     | 13.1 (55.6)     | 8.0 (46.4)      | 16.6 (61.9)     |
| 역대 최저 기온 °C (°F)                                        | −4.9 (23.2)     | −3.6 (25.5)     | 0.0 (32.0)      | 4.0 (39.2)      | 10.7 (51.3)     | 13.0 (55.4)     | 18.2 (64.8)     | 18.3 (64.9)     | 12.9 (55.2)     | 6.1 (43.0)      | 0.7 (33.3)      | −3.3 (26.1)     | −4.9 (23.2)     |
| 평균 강수량 mm (인치)                                         | 68.9 (2.71)     | 83.9 (3.30)     | 153.0 (6.02)    | 226.7 (8.93)    | 321.1 (12.64)   | 448.7 (17.67)   | 266.3 (10.48)   | 147.6 (5.81)    | 80.9 (3.19)     | 54.9 (2.16)     | 81.9 (3.22)     | 54.1 (2.13)     | 1,988 (78.26)   |
| 평균 강수일수 (≥ 0.1 mm)                                      | 13.5            | 13.6            | 19.3            | 18.5            | 18.2            | 18.5            | 16.1            | 12.5            | 7.9             | 7.1             | 9.2             | 10.1            | 164.5           |
| 평균 강설일수                                                 | 1.1             | 0.4             | 0               | 0               | 0               | 0               | 0               | 0               | 0               | 0               | 0               | 0.5             | 2               |
| 평균 상대 습도 (%)                                            | 71              | 73              | 78              | 78              | 78              | 81              | 77              | 75              | 70              | 66              | 67              | 65              | 73              |
| 평균 월간 일조시간                                            | 58.4            | 52.2            | 55.0            | 78.7            | 113.1           | 113.3           | 180.6           | 197.2           | 180.3           | 157.1           | 122.9           | 102.1           | 1,410.9         |
| 가능 일조율                                                   | 18              | 16              | 15              | 21              | 27              | 28              | 43              | 49              | 49              | 44              | 38              | 31              | 32              |
| 출처: 중국기상국 (평년값: 1991년~2020년, 극값: 1951년~2010년) |                 |                 |                 |                 |                 |                 |                 |                 |                 |                 |                 |                 |                 |

## 관광지

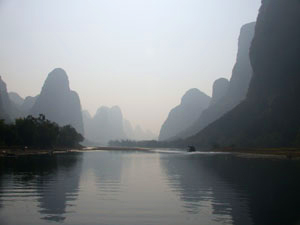
리 강의 풍경

- 생태공원과 인문산수예술 - 칠성공원(七星公园)，상비산(象鼻山)，복파산(伏波山)，첩채산(叠彩山)，서산공원(西山公园)，천산공원(穿山公园)，우산공원(虞山公园)，세외도원(世外桃源)，대우고진(大圩古镇)，남계산공원(南溪山公园)，안산식물원(雁山植物园) 등.
- 고대근대문화 - 정강왕릉 및 왕부(靖江王陵及王府)，구이린 석각(桂林石刻)，영거(灵渠)，계해비림(桂海碑林) 등.
- 객사특용동경관 - 호적암(芦笛岩)，관암(冠岩)，칠성암(七星岩)，여포봉어암(荔浦丰鱼岩) 등.
- 대형종합경구 - 양강사호（리강, 도화강, 용호, 삼호, 계호, 목룡호），리장 경구(漓江景区)，악만지(乐满地) 등.

## 교통

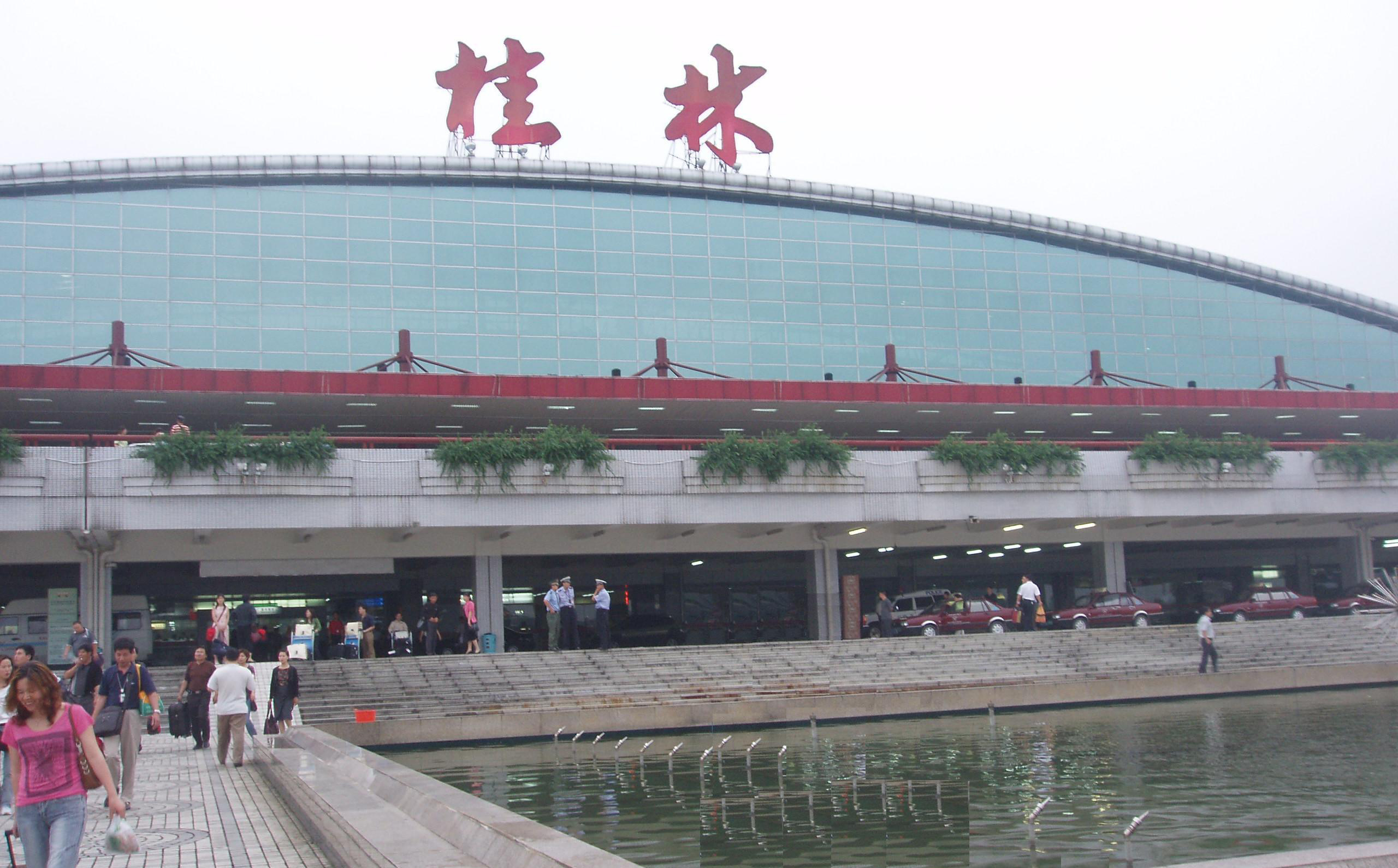
구이린의 공항

- 구이린 량장 국제공항
- 샹구이 선

## 행정 구역
구이린 시는 6개의 시할구，1개의 현급시，8개의 현，2개의 자치현으로 구성된다
| 구이린 시 현급구역 | 이름           | 간자 |
| ------------------ | -------------- | ---- |
|                    |                |      |
| 시할구             |                |      |
| 린구이 구          | 临桂区         |      |
| 샹산 구            | 象山区         |      |
| 슈펑 구            | 秀峰区         |      |
| 뎨차이 구          | 叠彩区         |      |
| 치싱 구            | 七星区         |      |
| 옌산 구            | 雁山区         |      |
| 현급시             |                |      |
| 리푸 시            | 荔蒲市         |      |
| 현                 |                |      |
| 양숴 현            | 阳朔县         |      |
| 링촨 현            | 灵川县         |      |
| 취안저우 현        | 全州县         |      |
| 핑러 현            | 平乐县         |      |
| 싱안 현            | 兴安县         |      |
| 관양 현            | 灌阳县         |      |
| 리푸 현            | 荔蒲县         |      |
| 쯔위안 현          | 资源县         |      |
| 융푸 현            | 永福县         |      |
| 자치현             |                |      |
| 룽성 각족 자치현   | 龙胜各族自治县 |      |
| 궁청 야오족 자치현 | 恭城瑶族自治县 |      |

## 자매 도시
- 대한민국 제주시
- 일본 구마모토

## 같이 보기
- 바이충시
- 중국술
- 리쭝런
- 할롱만